# Sunny (série télévisée)
Pour les articles homonymes, voir Sunny (homonymie).
Sunny est une série télévisée américaine créé par Katie Robbins, basée sur le roman The Dark Manual de Colin O'Sullivan et diffusée depuis le 10 juillet 2024 sur Apple TV+.

## Synopsis
Une femme vivant à Kyoto dont le mari et le fils ont disparu dans un accident d'avion, reçoit un robot domestiqué de la société de robotique de son mari.

## Distribution
- Rashida Jones (VF : Fily Keita) : Suzie Sakamoto
- Hidetoshi Nishijima (VF : Thomas Roditi) : Masa Sakamoto, le mari de Suzie
- Joanna Sotomura (en) (VF : Anne Tilloy) : Sunny
- annie the clumsy (VF : Alice Orsat) : Mixxy, l'amie de Suzie
- You : Hime
- Judy Ongg (en) (VF : Déborah Perret) : Noriko Sakamoto, la mère de Masa
- Jun Kunimura : Yuki Tanaka
- Shin Shimizu : Tetsu
- Fares Belkheir : Zen, le fils de Suzie et Masa

 Source et légende : version française (VF) sur RS Doublage et cartons du doublage français.

## Production

### Tournage
Le tournage de la série a commencé au Japon en juillet 2022.

## Épisodes
1. Il fabrique des réfrigérateurs (He's in Refrigerators)
2. La machine n'y est pour rien (Don't Blame the Machine)
3. Parfum de cyprès (Mmmm, Hinoki)
4. Pot de colle (Sticky)
5. Joey Sakamoto (Joey Sakamoto)
6. Délicieux, les manjû de Kyôto (Kyoto Manju, So Delicious)
7. Il y a quelque chose qui a changé (There's Been a Shift)
8. Déchet ou pas déchet (Trash or Not-Trash)
9. Y'a qui dans la boîte ? (Who's in the box?)
10. Le Manuel Obscur (The Dark Manual)